# Nyyrikki
Nyyrikki és un esperit o un déu de la mitologia finesa del bosc, fill de Tapio i Mielikki. Déu de la caça, se l'associa a la figura de Nimrod.